# Gassenstock
Der Gassenstock ist ein Berg in den Schwyzer Alpen. Er steht nördlich des Bös Fulen und ist (von Nord nach Süd) in den Vorder Gassenstock (2140 m ü. M.), den Mittler Gassenstock (2194 m) und den Hinter Gassenstock (2541 m) gegliedert, die sich zusammen über ungefähr 1,5 km erstrecken und eigentlich den Nordgrat des Bös-Fulen-Stockes bilden.